# Georges Merle
Pour les articles homonymes, voir Merle (homonymie).
 (janvier 2019).
Si vous disposez d'ouvrages ou d'articles de référence ou si vous connaissez des sites web de qualité traitant du thème abordé ici, merci de compléter l'article en donnant les références utiles à sa vérifiabilité et en les liant à la section « Notes et références ».
Georges Merle né le 18 avril 1851 à Paris, où il est mort le 6 mai 1886, est un peintre français.

## Biographie
Jean Adrien Georges Merle est le fils de François Hippolyte Hugues Merle, artiste peintre, et de Victorine Adélaïde Delplanque. Il naît 9 rue de la Grange-aux-Belles à Paris, où le peintre Léon Cogniet possédait un atelier.

## Carrière artistique
Georges Merle est élève de son père et de William Bouguereau. Il expose au Salon entre 1876 et 1886.
Son atelier est situé au 63, rue de Lisbonne à Paris, à côté de celui de son père sis au no 55 de la même rue.
Peintre d'une remarquable habileté, il est particulièrement apprécié pour ses sujets d'histoire d'inspiration préraphaélite, sublimant notamment les femmes dans ses compositions néo-gothiques et néo-Renaissance.
Guy de Maupassant dans ses Chroniques en parle comme un habitué d'Étretat, où il côtoie notamment Jules Larcher et Eugène Lepoittevin.
Il épouse Marie Céline Merle en mai 1882 à Paris.
Il meurt à son domicile de la rue de Lisbonne le 6 mai 1886, et est inhumé le 8 mai à Paris au cimetière du Père-Lachaise

## Œuvres

### Peintures
| Tableau | Titre                                                                      | Date | Dimensions   | Notes | Lieu de conservation                           |
| ------- | -------------------------------------------------------------------------- | ---- | ------------ | --- | ---------------------------------------------- |
|         | Le Pas d’Armes de l’Arbre-d’Or                                             | 1876 | cm           | "Il fut donné à Bruges, en mai 1463, à l’occasion du mariage de Charles le Téméraire avec Marguerite d’York, sœur du roi d’Angleterre. / (Olivier de La Marche, Mémoires, I. II. c. IV)" in Livret du Salon de 1876. | Inconnu                                        |
|         | Faust et les trois vaillants                                               | 1877 | cm           | "MEPHISTOPHELES : - Tiens, voilà mes gaillards ! Tu vois, différents d'âge, différents de vêtements et d'armures ; avec eux tes affaires n'iront pas mal. / (Goethe, Faust, 2e partie, a. 4)" in Livret du Salon de 1877. | Inconnu                                        |
|         | Étretat, conversation de pêcheurs                                          | 1878 | 54 × 45 cm   | Huile sur toile, signé, daté et localisé à Etretat. | Inconnu                                        |
|         | Mort de Philippe Arteveld, à la bataille de Roosebeke, le 27 novembre 1382 | 1878 | cm           | "Le jeune roy Charles VI avoit grand désir de sçavoir si Arteveld estoit mort ou non. Et y eust un Flamand bien navré et blessé, qui estoit l’un des principaux capitaines des Chaperons Blancs, auquel on demanda s’il en sçavoit rien. Et il respondit, qu’il croyoit qu’il était mort, et estoit à la besogne assez près de lui. Et fust mené sur-le-champ et fist telle diligence, qu’il trouva le corps d’Arteveld mort et le monstra au Roy et aux assistants. / (Juvenal des Ursins, Histoire de Charles VI)" in Livret du Salon de 1878. | Inconnu                                        |
|         | Timon d'Athènes, le misanthrope                                            | 1879 | cm           | | Inconnu                                        |
|         | Une ligueuse                                                               | 1879 | cm           | | Inconnu                                        |
|         | Contraste                                                                  | 1880 | 91 × 72 cm   | Vendu aux enchères en 1998 chez Christie's Londres sous le titre "The troubadour" cette huile sur toile représente deux couples du début de la Renaissance, que visiblement tout oppose, l'un à gauche dans la lumière est amusé, presque inconvenant tandis que l'autre, à droite, dans l'ombre, se tient par le bras, un enfant tenant la main droite de sa mère. | Inconnu                                        |
|         | La fille du pêcheur, Étretat                                               | 1880 | 115 × 80 cm  | | Inconnu                                        |
|         | Venus                                                                      | 1882 | 116 × 81 cm  | | Inconnu                                        |
|         | La femme du pêcheur et son fils à la longue vue                            | 1883 | 56 × 46 cm   | Huile sur toile, signé et daté. | Inconnu                                        |
|         | Nicolas le Flamand                                                         | 1883 | 35 × 26 cm   | Huile sur panneau, signé et daté. | Inconnu                                        |
|         | Une sorcière au XVe siècle                                                 | 1883 | 57,5 × 45 cm | | Birmingham Museum of Art, Alabama, États-Unis. |
|         | Portrait de George A. Lucas                                                | 1884 | 55 × 45 cm   | George Aloysius Lucas (1824–1909) était un important marchand d'art et collectionneur d'origine américaine. | Inconnu                                        |
|         | Femme à l'oiseau bleu                                                      | 1884 | 112 × 81 cm  | Huile sur toile, signé et daté. | Inconnu                                        |
|         | Après la surprise, XVIe siècle                                             | 1885 | 94 × 190 cm  | Probablement cette toile toute en longueur, signée et datée, présentée aux enchères en France en 2003. | Inconnu                                        |
|         | Porte du Grand-Valène, à Étretat                                           | 1886 | cm           | | Inconnu                                        |
|         | Au XVe siècle, courtisan et sa belle dans un paysage boisé                 | 1886 | 74 × 50 cm   | Huile sur toile, signé et daté. | Inconnu                                        |

## Salons
- 1876 : Le Pas d’Armes de l’Arbre-d’Or (no 1444).
- 1877 : Faust et les trois vaillants (no 1481).
- 1878 : Mort de Philippe Arteveld, à la bataille de Roosebeke, le 27 novembre 1382 (no 1565).
- 1879 : Timon d'Athènes, le misanthrope (n°2106) et Une Ligueuse (no 2107).
- 1880 : Contraste (n°2587) et La fille du pêcheur, Étretat (no 2788).
- 1883 : Une sorcière au XVe siècle (no 1672).
- 1885 : Après la surprise (no 1736).
- 1886 : Porte du Grand-Valène, à Étretat (no 3129).